# جاك فرينش
جاك فرينش (بالإنجليزية: Jack French)‏ (1903 في المملكة المتحدة - 1952) هو لاعب كرة قدم بريطاني (وحمل سابقاً جنسية المملكة المتحدة لبريطانيا العظمى وأيرلندا) في مركز الظهير. لعب مع نادي برينتفورد ونادي ساوثيند يونايتد ونادي ميدلزبره وTunbridge Wells F.C. ‏.

## وصلات خارجية
- جاك فرينش على موقع قاعدة بيانات كرة القدم.إي يو (الإنجليزية)